# دكانلو
دكانلو هي قرية في مقاطعة سراب، إيران. عدد سكان هذه القرية هو 58 في سنة 2006.